# Joseph Armand von Nordmann
Joseph Armand von Nordmann (Molsheim, 31 agosto 1759 – Deutsch-Wagram, 6 luglio 1809) è stato un generale austriaco.

## Biografia
Egli iniziò la sua carriera nell'esercito francese e nel 1792 ottenne il grado di colonnello ed il comando di un reggimento di ussari. Indignato per l'esecuzione di Luigi XVI di Francia, decise di unirsi all'esercito imperiale assieme ad altri soldati ed ufficiali francesi del suo stesso reggimento e confluì nel 10º reggimento ussari austriaco. Nel 1799, al comando di questo stesso reggimento, si batté a Stockach ed a Andelfingen, ottenendo quindi il comando del 14º reggimento di dragoni.
Nel 1805 venne promosso Maggiore Generale e posto a capo di una brigata di servizio in Italia. Il 31 ottobre 1805 ottenne la medaglia di cavaliere dell'Ordine Militare di Maria Teresa dopo essersi distinto nella battaglia di Caldiero Alta. Nel 1809 partecipò alla Battaglia di Aspern e poi a quella di Wagram ove cadde alla testa delle sue truppe.